# Alepocephalus

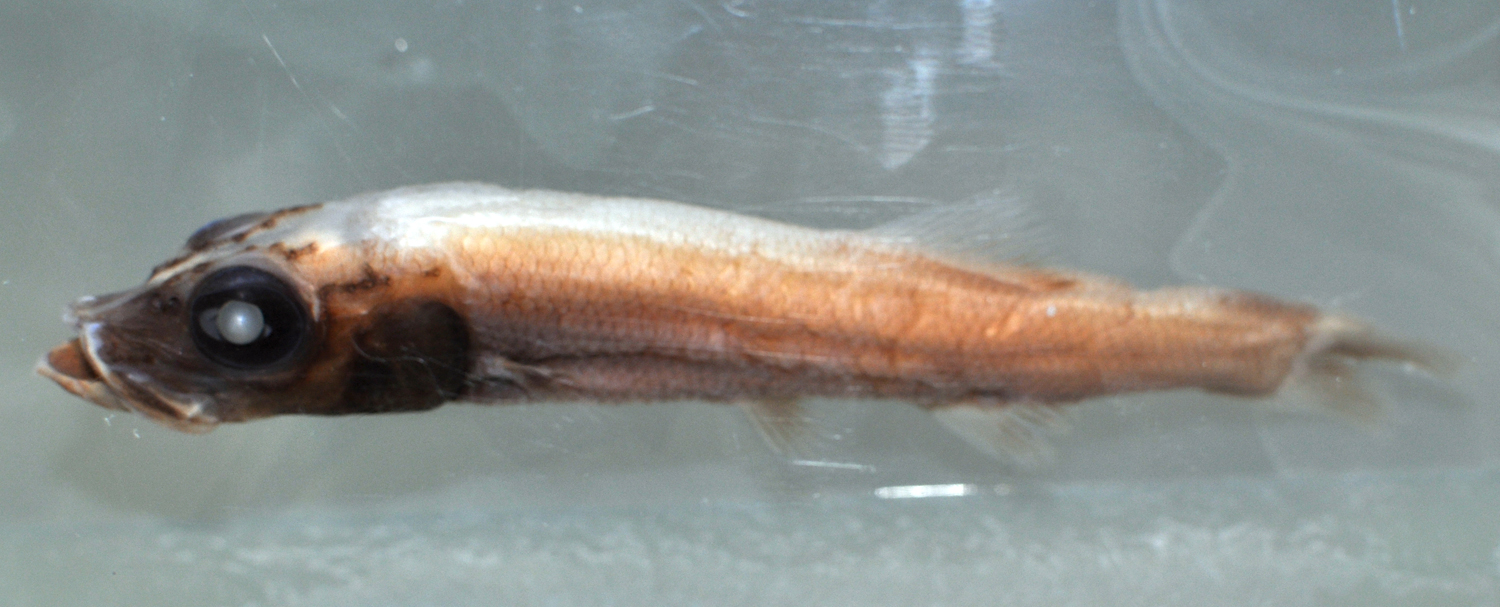
Especie sin determinar de este género.

Alepocephalus es un género de peces marinos de la familia de los alepocefálidos, distribuidos por las costas este del océano Atlántico, oeste del océano Índico y este y oeste del océano Pacífico.
Su nombre procede del griego alepos (sin escamas) + kephale (cabeza), por tener la cabeza sin escamas; otras características son que normalmente tienen dientes pequeños y las hendiduras de la agallas son largas y numerosas.
Su hábitat más común es por debajo de los 1.000 metros de profundidad.

## Especies
Existen veinte especies consideradas válidas:
- Alepocephalus agassizii Goode y Bean, 1883
- Alepocephalus andersoni Fowler, 1934
- Alepocephalus antipodianus (Parrott, 1948)
- Alepocephalus asperifrons Garman, 1899
- Alepocephalus australis Barnard, 1923
- Alepocephalus bairdii Goode y Bean, 1879
- Alepocephalus bicolor Alcock, 1891
- Alepocephalus blanfordii Alcock, 1892
- Alepocephalus dentifer Sazonov y Ivanov, 1979
- Alepocephalus fundulus Garman, 1899
- Alepocephalus longiceps Lloyd, 1909
- Alepocephalus longirostris Okamura y Kawanishi, 1984
- Alepocephalus melas de Buen, 1961
- Alepocephalus owstoni Tanaka, 1908
- Alepocephalus planifrons Sazonov, 1993
- Alepocephalus productus Gill, 1883
- Alepocephalus rostratus Risso, 1820
- Alepocephalus tenebrosus Gilbert, 1892
- Alepocephalus triangularis Okamura y Kawanishi, 1984
- Alepocephalus umbriceps Jordan y Thompson, 1914